# Phân họ Trôm
Phân họ Trôm (danh pháp khoa học: Sterculioideae) là một phân họ trong họ Malvaceae nghĩa rộng chứa khoảng 430 loài cây gỗ và cây bụi thường xanh và sớm rụng lá trong 12-14 chi.

## Đặc trưng
Phân họ này dường như là một nhóm định nghĩa tốt, với đặc trưng là hoa không cánh, thiếu lá đài giả. Đài hoa mọng và hợp, dạng cánh hoa. Không có nhị lép. Bầu nhụy và quả dạng có lá noãn rời. Hoa thường đơn tính cùng gốc.

## Hệ thống hóa
Các phân họ Sterculioideae, Byttnerioideae, Dombeyoideae cùng một phần phân họ Helicteroideae của họ Malvaceae sensu lato hiện nay thì trước đây được phân loại như là họ Trôm (Steculiaceae) truyền thống.

## Các chi
Danh mục liệt kê dưới đây lấy theo Steward R. H.
- Acropogon: Khoảng 22 loài tại New Caledonia.
- Argyrodendron: Có thể là đồng nghĩa của Heritiera.
- Brachychiton: Khoảng 31 loài ở Australia và New Guinea
- Cola: Cô la. Khoảng 100-125 loài (có lẽ ít hơn). Nhiệt đới châu Phi.
- Firmiana: Khoảng 16 loài ở Đông Nam Á và các đảo trên Thái Bình Dương.
- Franciscodendron: 1 loài đặc hữu của Australia (Franciscodendron laurifolium).
- Heritiera: 35 loài, chủ yếu ở châu Á (từ Đông Phi tới Polynesia), trong đó H. utilis ở các rừng đước Tây Phi, H. littoralis ở các rừng đước Ấn Độ và khu vực miền tây Thái Bình Dương.
- Hildegardia: 11 loài, trong đó 9 loài ở châu Phi nhiệt đới, 1 loài ở Cuba và 1 loài ở Australia.
- Octolobus: 2-3 loài ở châu Phi.
- Pterocymbium: 10+ loài ở Đông Á.
- Pterygota: 20 loài ở khu vực nhiệt đới khắp thế giới, trừ Australia.
- Scaphium: 8-10 loài ở Đông Nam Á.
- Sterculia: Trôm. Khoảng 150-300 loài. Khắp vùng nhiệt đới của thế giới.
- Tarrietia: Có thể là đồng nghĩa của Heritiera.

## Phát sinh chủng loài
Trong phạm vi Sterculioideae bốn nhánh chính được ghi nhận với độ hỗ trợ tự khởi động tốt nhưng mối quan hệ giữa chúng chưa được giải quyết hoàn toàn. Kết quả phân tích cho thấy sự công nhận Argyrodendron như là chi tách biệt với Heritiera, hỗ trợ Acropogon là chi tách biệt với Sterculia, còn Tarrietia thì là một phần của Heritiera. Các định nghĩa hiện tại của Hildegardia và Firmiana không được hỗ trợ. Việc sử dụng các đặc trưng quả để giới hạn các chi trong Sterculioideae có thể là không thích hợp trong một só trường hợp và các đặc trưng hình thái khác là cần thiết để làm rõ các ranh giới này.
Cây phát sinh chủng loài dưới đây vẽ theo P. Wilkie và ctv (2006)
|  | \| \| Cola \| \| \| \| \| \| Pterygota \| \| \| \| |
|  |                                                    |
|  | Octolobus                                          |
|  |                                                    |
|  | Cola                                               |
|  |                                                    |
|  | Pterygota                                          |
|  |                                                    |

|  | Cola      |
|  |           |
|  | Pterygota |
|  |           |

|  | Hildegardia (một phần) |
|  |                        |
|  | Firmiana (một phần)    |
|  |                        |

|  | Hildegardia (một phần) |
|  |                        |
|  | Firmiana (một phần)    |
|  |                        |

|  | Hildegardia (một phần) |
|  |                        |
|  | Firmiana (một phần)    |
|  |                        |

|  | Hildegardia (một phần) |
|  |                        |
|  | Firmiana (một phần)    |
|  |                        |

|  | \| \| Pterocymbium \| \| \| \| \| \| Scaphium (một phần) \| \| \| \| |
|  |                                                                      |
|  | Scaphium (một phần)                                                  |
|  |                                                                      |
|  | Scaphium (một phần)                                                  |
|  |                                                                      |
|  | Pterocymbium                                                         |
|  |                                                                      |
|  | Scaphium (một phần)                                                  |
|  |                                                                      |

|  | Pterocymbium        |
|  |                     |
|  | Scaphium (một phần) |
|  |                     |

|  | Hildegardia (một phần) |
|  |                        |
|  | Firmiana (một phần)    |
|  |                        |

|  | Hildegardia (một phần) |
|  |                        |
|  | Firmiana (một phần)    |
|  |                        |

|  | Hildegardia (một phần) |
|  |                        |
|  | Firmiana (một phần)    |
|  |                        |

|  | Hildegardia (một phần) |
|  |                        |
|  | Firmiana (một phần)    |
|  |                        |

|  | \| \| Pterocymbium \| \| \| \| \| \| Scaphium (một phần) \| \| \| \| |
|  |                                                                      |
|  | Scaphium (một phần)                                                  |
|  |                                                                      |
|  | Scaphium (một phần)                                                  |
|  |                                                                      |
|  | Pterocymbium                                                         |
|  |                                                                      |
|  | Scaphium (một phần)                                                  |
|  |                                                                      |

|  | Pterocymbium        |
|  |                     |
|  | Scaphium (một phần) |
|  |                     |

|  | \| \| Cola \| \| \| \| \| \| Pterygota \| \| \| \| |
|  |                                                    |
|  | Octolobus                                          |
|  |                                                    |
|  | Cola                                               |
|  |                                                    |
|  | Pterygota                                          |
|  |                                                    |

|  | Cola      |
|  |           |
|  | Pterygota |
|  |           |

|  | Hildegardia (một phần) |
|  |                        |
|  | Firmiana (một phần)    |
|  |                        |

|  | Hildegardia (một phần) |
|  |                        |
|  | Firmiana (một phần)    |
|  |                        |

|  | Hildegardia (một phần) |
|  |                        |
|  | Firmiana (một phần)    |
|  |                        |

|  | Hildegardia (một phần) |
|  |                        |
|  | Firmiana (một phần)    |
|  |                        |

|  | \| \| Pterocymbium \| \| \| \| \| \| Scaphium (một phần) \| \| \| \| |
|  |                                                                      |
|  | Scaphium (một phần)                                                  |
|  |                                                                      |
|  | Scaphium (một phần)                                                  |
|  |                                                                      |
|  | Pterocymbium                                                         |
|  |                                                                      |
|  | Scaphium (một phần)                                                  |
|  |                                                                      |

|  | Pterocymbium        |
|  |                     |
|  | Scaphium (một phần) |
|  |                     |

|  | Hildegardia (một phần) |
|  |                        |
|  | Firmiana (một phần)    |
|  |                        |

|  | Hildegardia (một phần) |
|  |                        |
|  | Firmiana (một phần)    |
|  |                        |

|  | Hildegardia (một phần) |
|  |                        |
|  | Firmiana (một phần)    |
|  |                        |

|  | Hildegardia (một phần) |
|  |                        |
|  | Firmiana (một phần)    |
|  |                        |

|  | \| \| Pterocymbium \| \| \| \| \| \| Scaphium (một phần) \| \| \| \| |
|  |                                                                      |
|  | Scaphium (một phần)                                                  |
|  |                                                                      |
|  | Scaphium (một phần)                                                  |
|  |                                                                      |
|  | Pterocymbium                                                         |
|  |                                                                      |
|  | Scaphium (một phần)                                                  |
|  |                                                                      |

|  | Pterocymbium        |
|  |                     |
|  | Scaphium (một phần) |
|  |                     |

|  | Brachychiton                                                       |
|  |                                                                    |
|  | Acropogon                                                          |
|  |                                                                    |
|  | \| \| Argyrodendron \| \| \| \| \| \| Franciscodendron \| \| \| \| |
|  |                                                                    |
|  | Argyrodendron                                                      |
|  |                                                                    |
|  | Franciscodendron                                                   |
|  |                                                                    |

|  | Argyrodendron    |
|  |                  |
|  | Franciscodendron |
|  |                  |

|  | \| \| Cola \| \| \| \| \| \| Pterygota \| \| \| \| |
|  |                                                    |
|  | Octolobus                                          |
|  |                                                    |
|  | Cola                                               |
|  |                                                    |
|  | Pterygota                                          |
|  |                                                    |

|  | Cola      |
|  |           |
|  | Pterygota |
|  |           |

|  | Hildegardia (một phần) |
|  |                        |
|  | Firmiana (một phần)    |
|  |                        |

|  | Hildegardia (một phần) |
|  |                        |
|  | Firmiana (một phần)    |
|  |                        |

|  | Hildegardia (một phần) |
|  |                        |
|  | Firmiana (một phần)    |
|  |                        |

|  | Hildegardia (một phần) |
|  |                        |
|  | Firmiana (một phần)    |
|  |                        |

|  | \| \| Pterocymbium \| \| \| \| \| \| Scaphium (một phần) \| \| \| \| |
|  |                                                                      |
|  | Scaphium (một phần)                                                  |
|  |                                                                      |
|  | Scaphium (một phần)                                                  |
|  |                                                                      |
|  | Pterocymbium                                                         |
|  |                                                                      |
|  | Scaphium (một phần)                                                  |
|  |                                                                      |

|  | Pterocymbium        |
|  |                     |
|  | Scaphium (một phần) |
|  |                     |

|  | Hildegardia (một phần) |
|  |                        |
|  | Firmiana (một phần)    |
|  |                        |

|  | Hildegardia (một phần) |
|  |                        |
|  | Firmiana (một phần)    |
|  |                        |

|  | Hildegardia (một phần) |
|  |                        |
|  | Firmiana (một phần)    |
|  |                        |

|  | Hildegardia (một phần) |
|  |                        |
|  | Firmiana (một phần)    |
|  |                        |

|  | \| \| Pterocymbium \| \| \| \| \| \| Scaphium (một phần) \| \| \| \| |
|  |                                                                      |
|  | Scaphium (một phần)                                                  |
|  |                                                                      |
|  | Scaphium (một phần)                                                  |
|  |                                                                      |
|  | Pterocymbium                                                         |
|  |                                                                      |
|  | Scaphium (một phần)                                                  |
|  |                                                                      |

|  | Pterocymbium        |
|  |                     |
|  | Scaphium (một phần) |
|  |                     |

|  | \| \| Cola \| \| \| \| \| \| Pterygota \| \| \| \| |
|  |                                                    |
|  | Octolobus                                          |
|  |                                                    |
|  | Cola                                               |
|  |                                                    |
|  | Pterygota                                          |
|  |                                                    |

|  | Cola      |
|  |           |
|  | Pterygota |
|  |           |

|  | Hildegardia (một phần) |
|  |                        |
|  | Firmiana (một phần)    |
|  |                        |

|  | Hildegardia (một phần) |
|  |                        |
|  | Firmiana (một phần)    |
|  |                        |

|  | Hildegardia (một phần) |
|  |                        |
|  | Firmiana (một phần)    |
|  |                        |

|  | Hildegardia (một phần) |
|  |                        |
|  | Firmiana (một phần)    |
|  |                        |

|  | \| \| Pterocymbium \| \| \| \| \| \| Scaphium (một phần) \| \| \| \| |
|  |                                                                      |
|  | Scaphium (một phần)                                                  |
|  |                                                                      |
|  | Scaphium (một phần)                                                  |
|  |                                                                      |
|  | Pterocymbium                                                         |
|  |                                                                      |
|  | Scaphium (một phần)                                                  |
|  |                                                                      |

|  | Pterocymbium        |
|  |                     |
|  | Scaphium (một phần) |
|  |                     |

|  | Hildegardia (một phần) |
|  |                        |
|  | Firmiana (một phần)    |
|  |                        |

|  | Hildegardia (một phần) |
|  |                        |
|  | Firmiana (một phần)    |
|  |                        |

|  | Hildegardia (một phần) |
|  |                        |
|  | Firmiana (một phần)    |
|  |                        |

|  | Hildegardia (một phần) |
|  |                        |
|  | Firmiana (một phần)    |
|  |                        |

|  | \| \| Pterocymbium \| \| \| \| \| \| Scaphium (một phần) \| \| \| \| |
|  |                                                                      |
|  | Scaphium (một phần)                                                  |
|  |                                                                      |
|  | Scaphium (một phần)                                                  |
|  |                                                                      |
|  | Pterocymbium                                                         |
|  |                                                                      |
|  | Scaphium (một phần)                                                  |
|  |                                                                      |

|  | Pterocymbium        |
|  |                     |
|  | Scaphium (một phần) |
|  |                     |

|  | Brachychiton                                                       |
|  |                                                                    |
|  | Acropogon                                                          |
|  |                                                                    |
|  | \| \| Argyrodendron \| \| \| \| \| \| Franciscodendron \| \| \| \| |
|  |                                                                    |
|  | Argyrodendron                                                      |
|  |                                                                    |
|  | Franciscodendron                                                   |
|  |                                                                    |

|  | Argyrodendron    |
|  |                  |
|  | Franciscodendron |
|  |                  |

## Hình ảnh

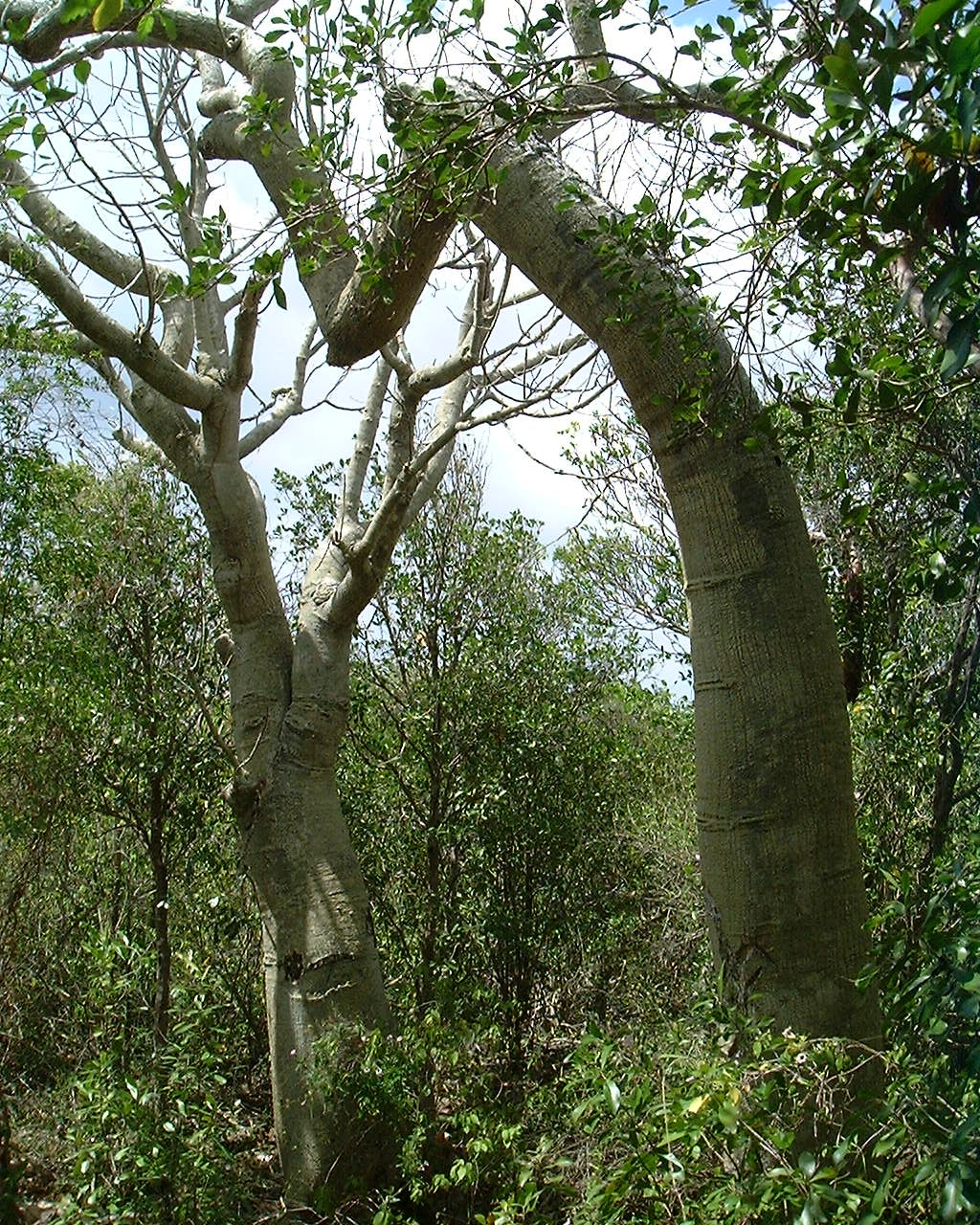
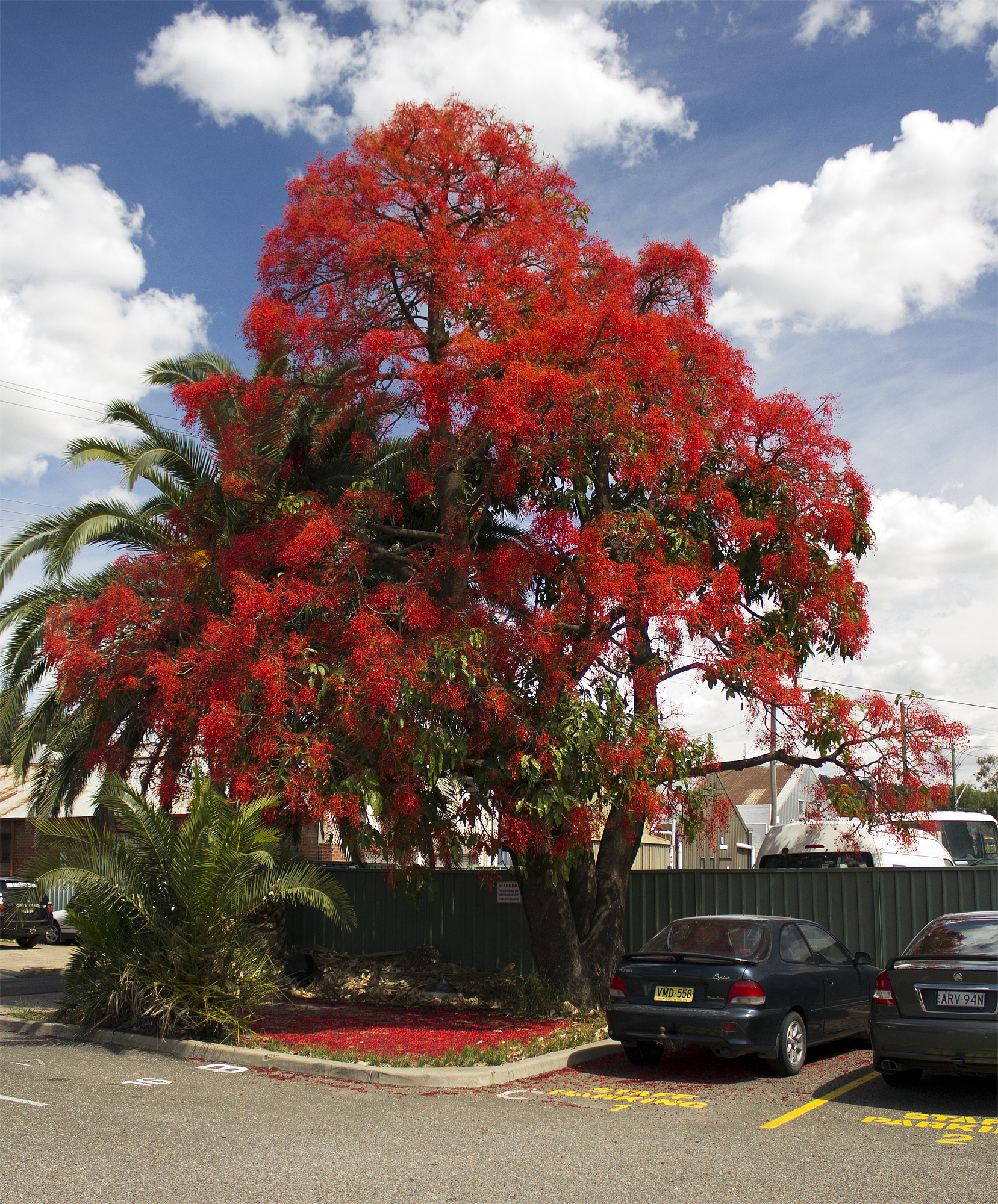
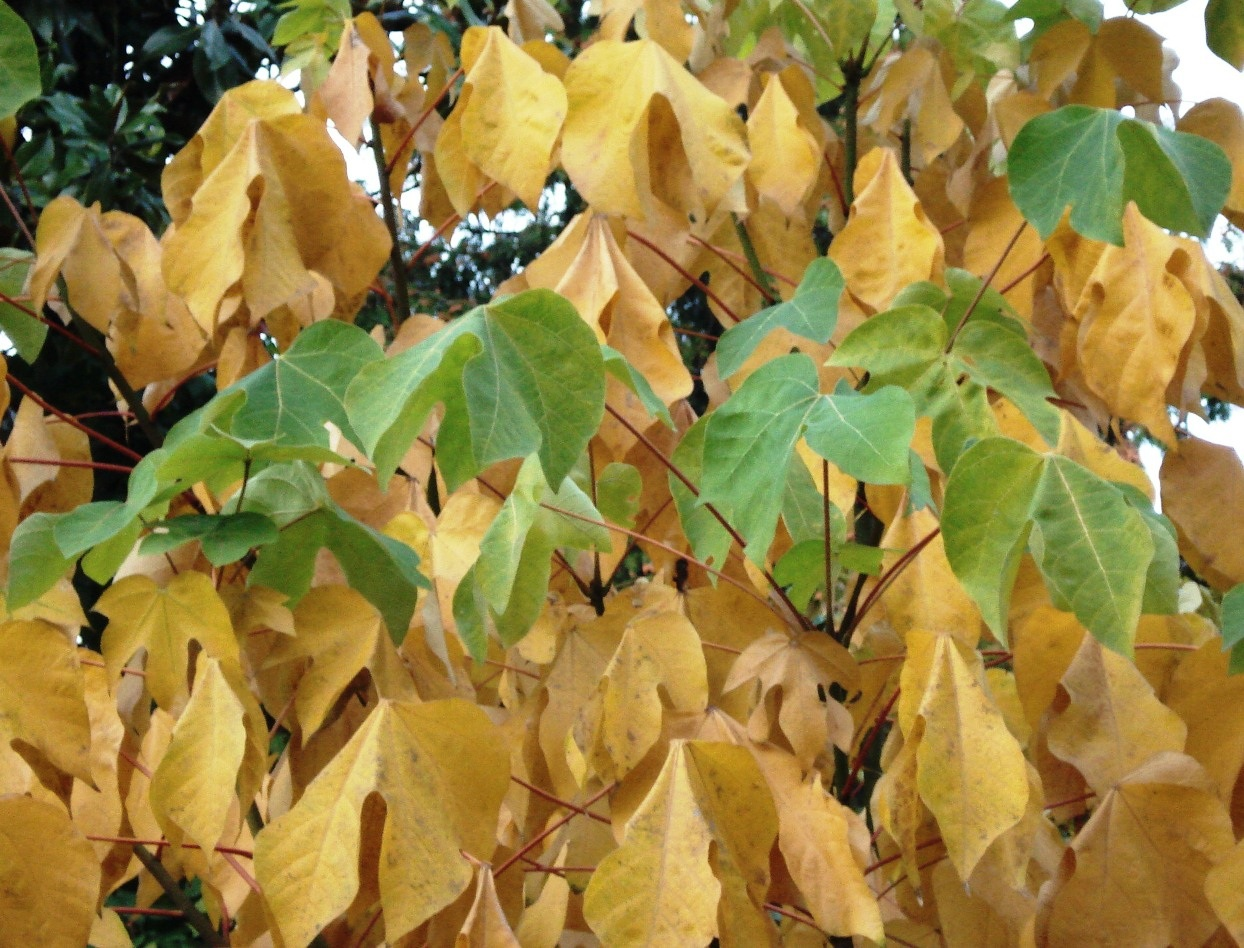
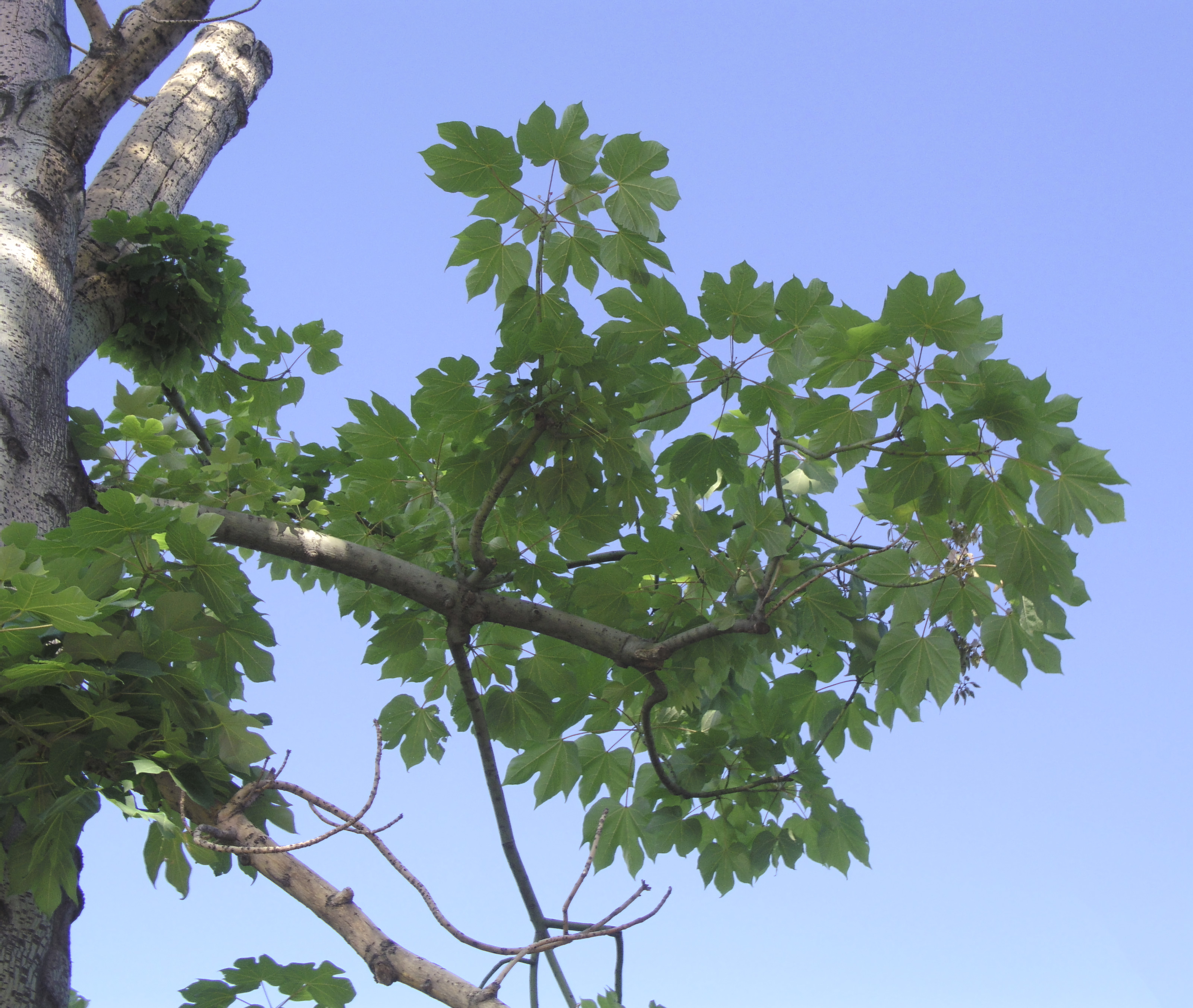